# California Fresh Fruit Association
California Fresh Fruit Association (kratica: CFFA) je dragovoljna neprofitna poljodjelska trgovačka udruga koja predstavlja kalifornijske proizvođače svježeg voća. Sjedište joj je u kalifornijskom gradu Fresnu.
Ključna je organizacija ove gospodarske grane u Kaliforniji. Predstavlja potrebe i probitke svojih članova u javnoj politici, zastupajući članove u zakonodavnim i regulacijskim pitanjima, na razini američke savezne države, cijelog SAD-a i na međunarodnoj razini. Zastupnici CFFA-a su svakodnevno nazočni u Sacramentu i glavnom gradu SAD Washingtonu. Prate sve zakonske i regulacijske aktivnosti u području pitanja radne snage na farmama, materijalima zaštite uroda, marketinškim zahtjevima, okolišnim resursima, trgovini, pakiranju, prijevozu i inim važnim pitanjima. 
Glavnih deset pitanja kojim se bavi jesu radno zakonodavstvo, useljenička reforma, vodoopskrba, trošak rada i najmanje dopuštene nadnice, invazivna gamad, prebacivanje troška zdravstvene skrbi neosiguranog stanovništva na poduzetnike, reguliranje sigurnosti hrane, radnički kompenzacijski troškovi energije.
Ovo udruženje ima preko 300 članova, koji su većinom locirani u dolini San Joaquinu, na sjeveru do okruga Lakea, a na jugu do doline Coachelle. Članovi CFFA proizvode približno 85% svježeg grožđa i 95% ostalog svježeg voća (voća sa stabala) dostavljenog iz Kalifornije, kao što su marelice, jabuke, borovnice, trešnje, smokve, kivike, nektarine, breskve, kruške, kakije, šljive, mogranje i dr.
Članovi su uzgajivači, krcatelji i trgovci grožđem, borovnicama i voća sa stabala, zatim pridruženi članovi koji su neizravno u svezi s ovim dobrima, poput onih koji se bave opremom za etiketiranje, dobavljači kontejnera i paketa i sl. Hrvatski iseljenici igraju važnu ulogu u ovom udruženju.
Liga je jedna od najstariji poljodjelsko-trgovačkih udruženja u Kaliforniji. Korijeni sežu do 1921. i Kalifornijske zaštitne lige uzgajača i krcatelja (California Growers and Shippers Protective League) i 1936. i Kalifornijske udruge uzgajača i krcatelja grožđa (California Grape Growers and Shippers Association) koju je formiralo 49 proizvođača da bi zajedničkim istupom prema vlastima izborili poštene željezničke naknade. Poslije rata, 1948. godine, ove su se dvije organizacije spojile u jednu, Kalifornijsku grožđanu i voćarsku ligu (California Grape & Tree Fruit League. CGTFL). Udruženje je mnogo postiglo od tada. 2014. godine promijenilo je ime u California Fresh Fruit Association (Kalifornijsko udruženje za svježe voće).